# Fat Lever
Lafayette „Fat“ Lever (* 18. August 1960 in Pine Bluff, Arkansas) ist ein ehemaliger US-amerikanischer Basketballspieler. Er spielte elf Saisons in der National Basketball Association (NBA).

## NBA-Karriere
Lever wurde im NBA-Draft 1982 an 11. Stelle von den Portland Trail Blazers ausgewählt, für die er zwei Jahre aktiv war. Seinen Durchbruch feierte Lever mit seinem Wechsel zu den Denver Nuggets 1984. An der Seite von Alex English, gehörte er in den 80er Jahren zu den besten Point Guards der Liga und wurde 1988 und 1990 in das NBA All-Star Game berufen. 
Auffällig war seine Reboundstärke für einen Point Guard. So holte er 1988–1989 und 1989–1990 jeweils 9,3 Rebounds im Schnitt. Aufgrund seiner Position als Aufbauspieler und den daraus resultierenden vielen Assists gelangen Lever viele Triple-Doubles. In seiner Karriere sammelte er 43 Triple-Doubles, was ihm derzeit den zehnten Rang (Stand: Mai 2021) in der NBA-Geschichte einbringt. Er galt zudem als starker Balldieb und belegt in der NBA-Geschichte den 25. Platz bei den Steals.
Mit Denver erreichte er zwischen 1985 und 1990 jedes Jahr die Playoffs, jedoch sprang eine Meisterschaft nie dabei heraus. 1990 folgte sein Wechsel zu den Dallas Mavericks, wo er jedoch aufgrund von Verletzungsproblemen nicht mehr an seine Nuggets-Zeiten anknüpfen konnte. So absolvierte er in der Saison 1990–91 nur 4 Spiele, 1991–92 nur 31, die Saison 1992–93 setzte er komplett aus. In seinem letzten Jahr spielte er erstmals seit Jahren mehr als 80 Spiele.
Seine Karriere beendete Lever 1994. In 752 Spielen erzielte Lever 13,9 Punkte, 6,0 Rebounds, 6,2 Assists und 2,2 Steals im Schnitt.